# Baiernrain

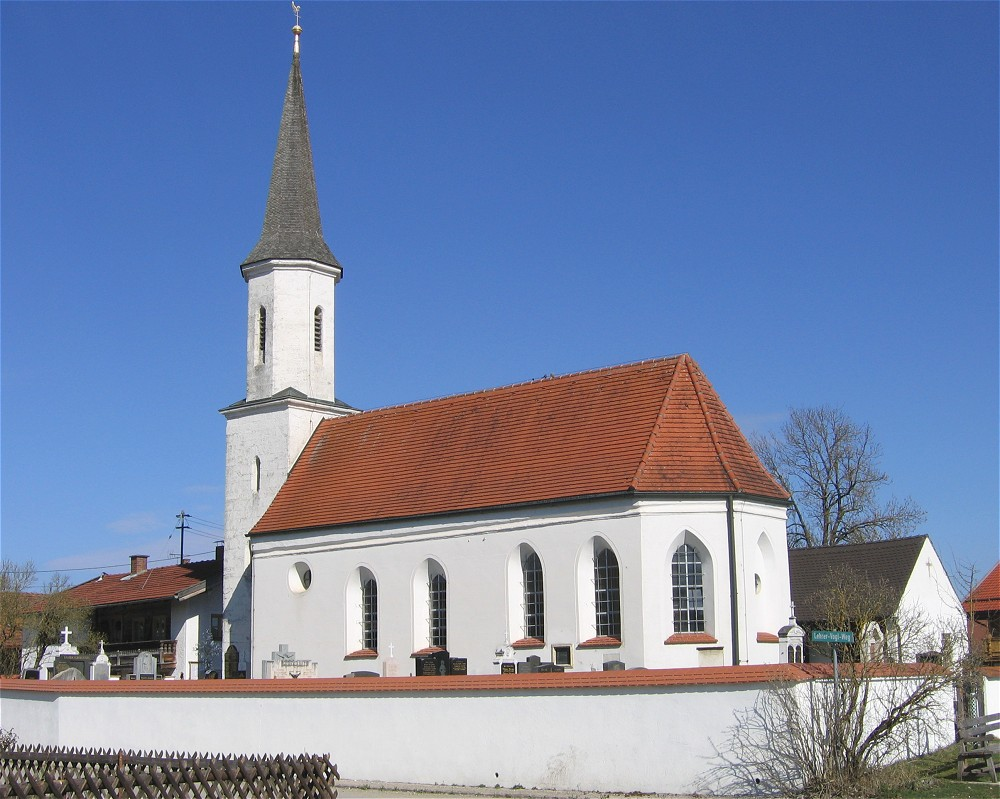
St. Peter und Paul

Baiernrain (bis 1903 Baierrain) ist ein Ortsteil der oberbayerischen Gemeinde Dietramszell im Landkreis Bad Tölz-Wolfratshausen.

## Geografie
Der Ort liegt in der Region Bayerisches Oberland inmitten der voralpenländischen Moränenlandschaft.

## Geschichte
Zur Gemeinde Baiernrain gehörten außer dem Hauptort noch Berg, Erlach, Fraßhausen, Jasberg, Kolbing, Leiten, Steingau und Thalham. Am 1. Januar 1972 schloss sich die bis dahin selbstständige Gemeinde Baiernrain im Zuge der Gemeindegebietsreform mit vier weiteren Gemeinden zur Gemeinde Dietramszell zusammen.

## Infrastruktur und Sehenswertes

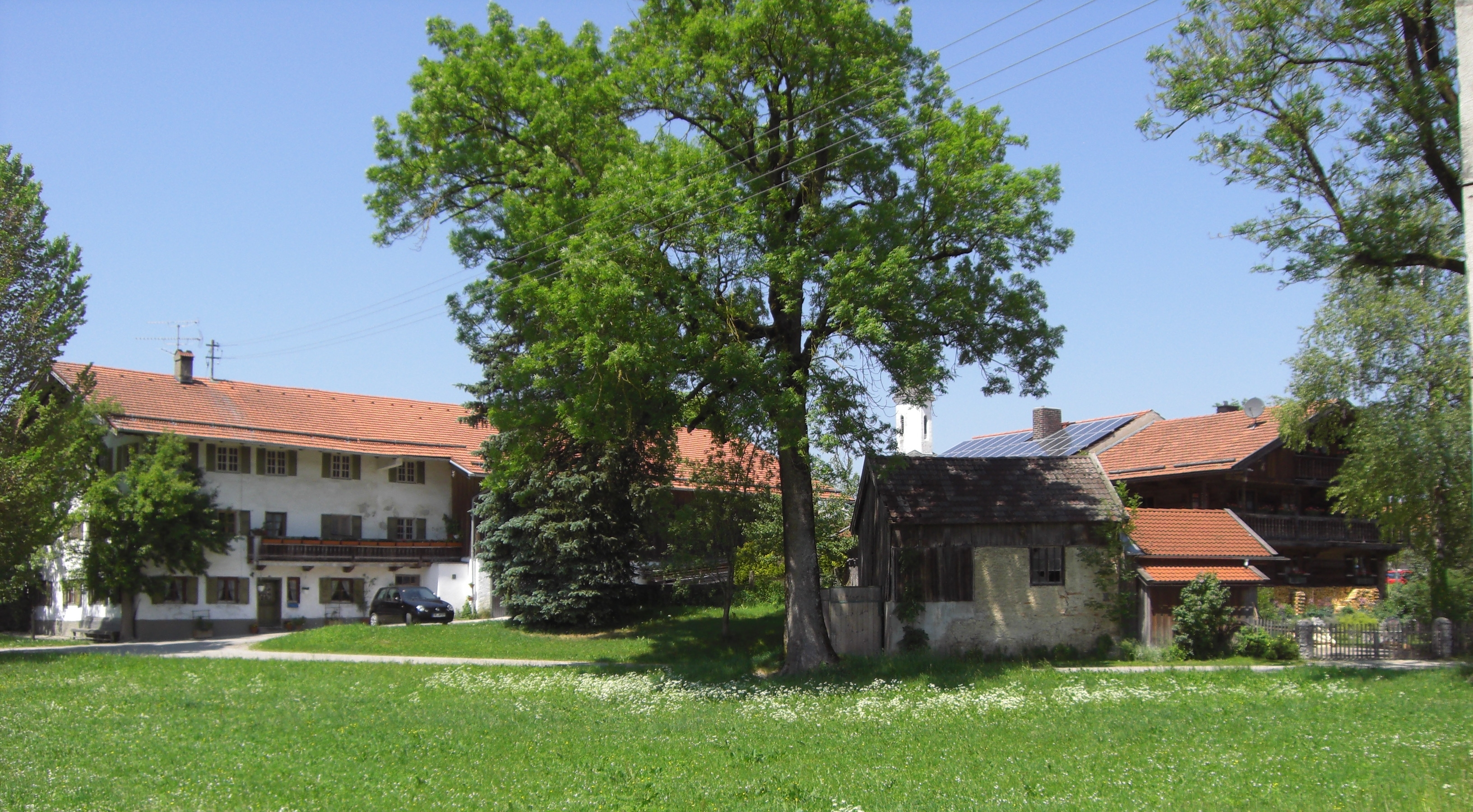
Dorfkern

Abseits der Verkehrswege von München nach Bad Tölz und von Wolfratshausen nach Holzkirchen gelegen, konnte das Dorf seinen ländlichen Charakter weitestgehend erhalten.
Sehenswert ist die 1560 erwähnte Filialkirche St. Peter und Paul, deren Turm um 1865 errichtet wurde. Ein Vorläuferbau ist bereits für 1525 belegt.
In unmittelbarer Nähe des Sportplatzes unterhält der Bayerische Dampfbahnverein eine Modellgartenbahn.

## Persönlichkeiten

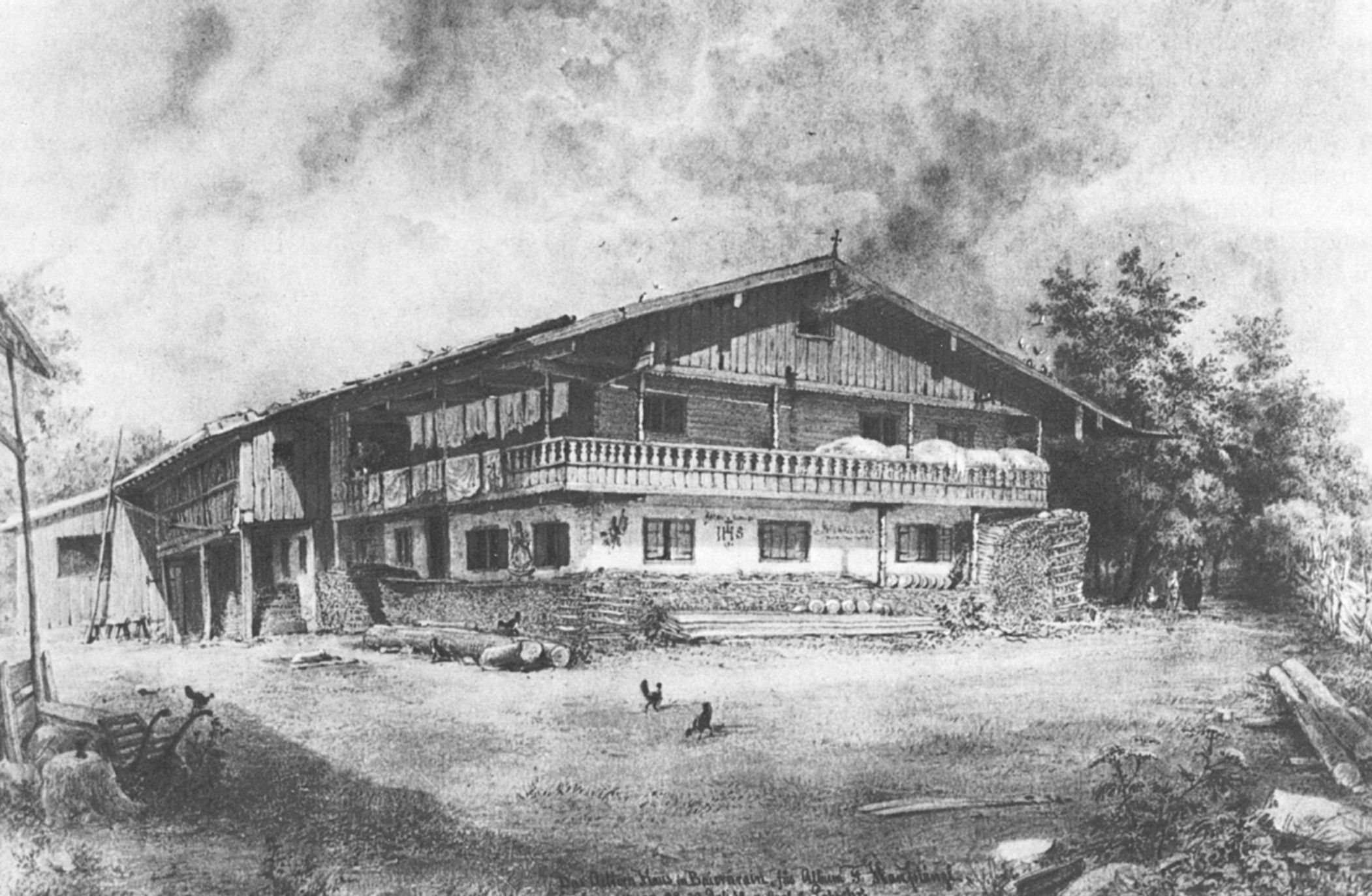
Geburtshaus von Franz Hanfstaengl

Baiernrain ist der Geburtsort des Malers, Lithographen und Fotografen Franz Hanfstaengl (1804–1877). Josef Vogl (1848–1886), einer der Väter der Trachtenbewegung in Bayern, bewirtschaftete die Tafernwirtschaft und verstarb hier. Der Bayernparteipolitiker Josef Eichner (1899–1979) wurde in Baiernrain geboren.

## Veranstaltungen
Jährlich findet am letzten Septembersonntag der Baiernrainer Dorfherbst statt.